# Литвинко Алла Степанівна
Литви́нко А́лла Степа́нівна (31 березня 1964 , Кіровоград ) — український історик науки і техніки, доктор історичних наук (2009), кандидат фізико-математичних наук (1997), провідний науковий співробітник Центру досліджень науково-технічного потенціалу та історії науки (ЦДПІН) ім. Г. М. Доброва HAH України, член Міжнародного комітету з історії технології та Європейського товариства історії науки. Спеціаліст у галузі історії статистичної фізики, історії наукових шкіл, історії HAH України, викладання історико-наукових дисциплін у вищій школі.

## Біографія
Народилась 31 березня 1964 у Кіровограді. 1986 року закінчила з відзнакою механіко-математичний факультет Київського національного університету ім. Тараса Шевченка. 1997 захистила кандидатську дисертацію «Історико-науковий аналіз формування та розвитку київської школи математичної та теоретичної фізики М. М. Боголюбова», а 2009 — докторську дисертацію «Становлення та розвиток статистичної фізики в Україні (30 — 60-ті рр. XX ст.)».

## Наукова діяльність
Автор близько 100 наукових праць, серед яких 2 індивідуальні монографії: «Становлення статистичної фізики в Україні (30-40 рр. XX ст.)» — К:Фенікс, 2009. — 220 с. та «Микола Миколайович Боголюбов та статистична фізика в Україні» — К: Академперіодика, 2009. — 304 с.
Брала участь у багатьох міжнародних форумах, зокрема, XXIII Міжнародному конгресі з історії науки і техніки (Будапешт, Угорщина, 2009), Конгресах міжнародного комітету з історії технології (Санкт-Петербург, Росія, 2003; Бохум, Німеччина, 2004; Лестер, Велика Британія, 2006; Копенгаген, Данія, 2007; Тампере, Фінляндія, 2010; Глазго, Канада, 2011), Конференціях Європейського товариства історії науки (Відень, Австрія, 2008; Барселона, Іспанія, 2010), Конгресі Європейської фізичної освітньої мережі (Варна, Болгарія, 2003); Міжнародних конференціях «Жінки у природничих науках і техніці» (Бремен 2005, Кельн 2006, Німеччина), Міжнародній літній школі з історії науки (Уппсала, Швеція, 2006) тощо.
Є членом редколегій низки наукових видань, зокрема, міжнародного журналу «Наука та наукознавство», щорічника «Нариси з історії природознавства та техніки» тощо, та членом програмних комітетів низки наукових форумів, зокрема XXV Міжнародного симпозіуму з наукознавства та історії науки «Творча спадщина В. І. Вернадського в дослідженні науки та її організації: з минулого, через сучасне в майбутнє» (Україна, Київ, 18- 19 жовтня 2012 р.).